# Liste von Flugzeug-Maschinengewehren gemäß den Kennblättern fremden Geräts D 50/2

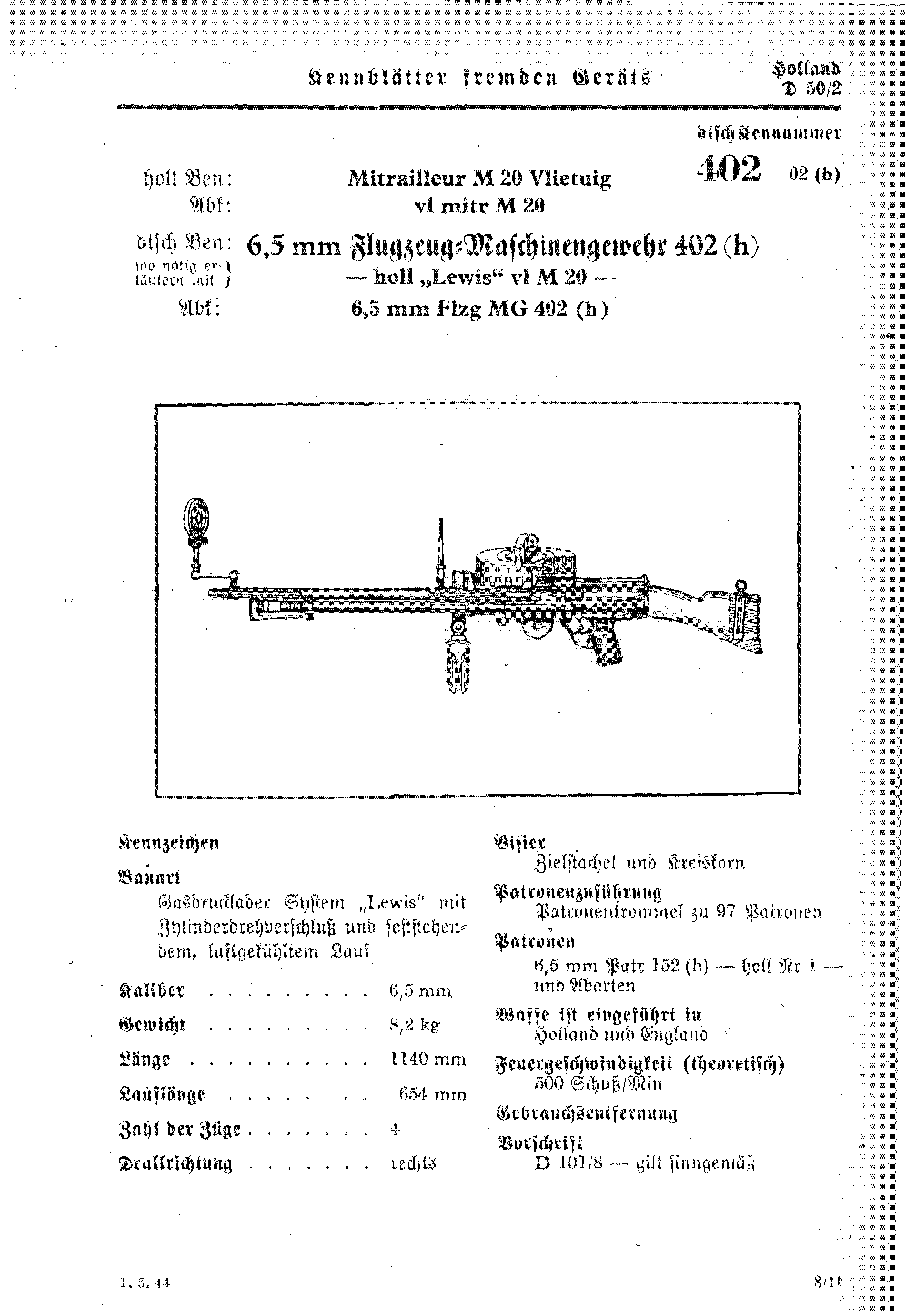
Kennblattbeispiel zu
D 50/2 Nr 402 (h)

In dieser Liste von Flugzeug-Maschinengewehren gemäß den Kennblättern fremden Geräts D 50/2 werden Fremdgeräte vom Typ Flugzeug-Maschinengewehren aufgeführt, die vom Heereswaffenamt verzeichnet wurden.
Nachfolgend ein Überblick/Auszug zur offiziellen Dokumentation Kennblätter fremden Geräts D 50/2: Maschinengewehre.

## Hinweise zur Liste
Aufbau der Tabelle
Untenstehende Tabelle führt folgenden Spalteninhalte:
- dtsch. Kennnr. (deutsche Kenn-Nummer), dies entspricht dem Originalindex in den Kopfzeilen der Kennblätter mit Kennnummer, Stoffgebietenummer und Beutezeichen.
- Abk. dtsch. Ben. (Abkürzung deutsche Benennung), Originalbezeichnung entnommen aus der fünften Zeile der Kennblätter.
- Landesbez. nach HWA (Heereswaffenamt), Originalangaben entnommen aus der ersten Zeile der Kennblätter.
- (Wikipedia-Artikel) Link zum Wikipedia-Artikel in runden Klammern in der zweiten Zeile unter Landesbez. nach HWA.
- Bild, eine Bildauswahl aus Wikipedia für dieses Objekt.
- Kal. mm (Kaliber), entnommen aus den technischen Angaben der Kennblätter.
- Bemerkungen, Originalangaben entnommen aus den erweiterten Angaben der Kennblätter.

 Info: Die in der Tabelle angegebenen Originaleinträge sollen nicht geändert werden, weil diese den Angaben aus den Kennblättern entsprechen. Nach neuerem Forschungsstand sind teilweise Errata in den Kennblättern erkannt worden. Diese werden unten im Abschnitt Anmerkungen jeweils zur Kenn-Nummer erläutert. Die Wikilinks in den runden Klammern sollten das Lemma der entsprechenden Artikel in Wikipedia enthalten.
| dtsch. Kennr. | Abk. dtsch. Ben.          | Landesbez.nach HWA (Wikipedia-Artikel)                                   | Bild                               | Kal. mm | Bemerkungen                                                         |
| ------------- | ------------------------- | ------------------------------------------------------------------------ | ---------------------------------- | ------- | ------------------------------------------------------------------- |
| 401 02 (h)    | 6,5 mm Flzg MG 401 (h)    | Mitrailleur M 18 Vlietuig (Vickers- Maschinengewehr)                     |                                    | 6,5     |                                                                     |
| 401 02 (h) 1  | 6,5 mm Flzg MG 401 (h)    | Mitrailleur M 18 Vlietuig (Vickers- Maschinengewehr)                     | Lauf                               | 6,5     |                                                                     |
| 402 02 (h)    | 6,5 mm Flzg MG 402 (h)    | Mitrailleur M 20 Vlietuig Lewis- Maschinengewehr                         |                                    | 6,5     |                                                                     |
| 402 02 (h) 1  | 6,5 mm Flzg MG 402 (h)    | Mitrailleur M 20 Vlietuig Lewis- Maschinengewehr                         | Lauf                               | 6,5     |                                                                     |
| 410 02 (f)    | 7,5 mm Flzg MG 410 (f)    | Mitrailleuse d’Aviation Mle 1934 Fion Unitaire (Reibel- Maschinengewehr) |                                    | 7,5     |                                                                     |
| 410 02 (h) 1  | 7,5 mm Flzg MG 410 (f)    | Mitrailleuse d’Aviation Mle 1934 Fion Unitaire (Reibel- Maschinengewehr) | Lauf                               | 7,5     |                                                                     |
| 411 02 (f)    | 7,5 mm Flzg MG 411 (f)    | Mitrailleuse d’Aviation Mle 34 M 39 (Reibel- Maschinengewehr)            |                                    | 7,5     |                                                                     |
| 411 02 (h) 1  | 7,5 mm Flzg MG 411 (f)    | Mitrailleuse d’Aviation Mle 34 M 39 (Reibel- Maschinengewehr)            | Lauf                               | 7,5     |                                                                     |
| 412 02 (f)    | 7,5 mm Flzg MG 412 (f)    | Mitrailleuse d’Aviation Mle 1934 T (Reibel- Maschinengewehr)             |                                    | 7,5     |                                                                     |
| 412 02 (f) 1  | 7,5 mm Flzg MG 412 (f)    | Mitrailleuse d’Aviation Mle 1934 T (Reibel- Maschinengewehr)             | Lauf                               | 7,5     |                                                                     |
| 417/1 02 (r)  | 7,62 mm Flzg MG 417/1 (r) | in D 50/2 keine Angabe (SchKAS)                                          |                                    | 7,62    | kleinste Unterschiede zum 7,62 mm Flzg MG 417/2 (r)                 |
| 417 02 (r) 1  | 7,62 mm Flzg MG 417/1 (r) | in D 50/2 keine Angabe (SchKAS)                                          | Lauf                               | 7,62    |                                                                     |
| 417/2 02 (r)  | 7,62 mm Flzg MG 417/2 (r) | in D 50/2 keine Angabe (SchKAS)                                          |                                    | 7,62    | kleinste Unterschiede zum 7,62 mm Flzg MG 417/1 (r)                 |
| 417 02 (r) 1  | 7,62 mm Flzg MG 417/2 (r) | in D 50/2 keine Angabe (SchKAS)                                          | Lauf                               | 7,62    |                                                                     |
| 418/1 (r)     | 7,62 mm Flzg MG 418 (r)   | in D 50/2 keine Angabe (Infanterie- Maschinengewehr DP)                  |                                    | 7,62    | rechts liegender Ladegriff                                          |
| 418 02 (r) 1  | 7,62 mm Flzg MG 418 (r)   | in D 50/2 keine Angabe (Infanterie- Maschinengewehr DP)                  | Lauf                               | 7,62    |                                                                     |
| 418 02 (r) 2  | Drehsitz MG Laf 418 (r)   | in D 50/2 keine Angabe (Infanterie- Maschinengewehr DP)                  | Drehsitz- Maschinengewehr- Lafette | 7,62    |                                                                     |
| 418/2 (r)     | 7,62 mm Flzg MG 418 (r)   | in D 50/2 keine Angabe (Infanterie- Maschinengewehr DP)                  |                                    | 7,62    | links liegender Ladegriff                                           |
| 418 02 (r) 1  | 7,62 mm Flzg MG 418 (r)   | in D 50/2 keine Angabe (Infanterie- Maschinengewehr DP)                  | Lauf                               | 7,62    |                                                                     |
| 418 02 (r) 2  | Drehsitz MG Laf 418 (r)   | in D 50/2 keine Angabe (Infanterie- Maschinengewehr DP)                  | Drehsitz- Maschinengewehr- Lafette | 7,62    |                                                                     |
| 425 02 (h)    | 7,7 mm Flzg MG 425 (h)    | in D 50/2 keine Angabe (Browning M2)                                     |                                    | 7,7     |                                                                     |
| 425 02 (h) 1  | 7,7 mm Flzg MG 425 (h)    | in D 50/2 keine Angabe (Browning M2)                                     | Lauf                               | 7,7     |                                                                     |
| 426 02 (e)    | 7,7 mm Flzg MG 426 (e)    | in D 50/2 keine Angabe (Browning M2)                                     |                                    | 7,7     |                                                                     |
| 426 02 (h) 1  | 7,7 mm Flzg MG 426 (e)    | in D 50/2 keine Angabe (Browning M2)                                     | Lauf                               | 7,7     |                                                                     |
| 431 02 (n)    | 7,9 mm Flzg MG 431 (n)    | Colt ... mitraljøse m/29 (Browning M29)                                  |                                    | 7,9     | Flugzeugführer- Maschinengewehr                                     |
| 431 02 (n) 1  | 7,9 mm Flzg MG 431 (n)    | Colt ... mitraljøse m/29 (Browning M29)                                  | Lauf                               | 7,9     |                                                                     |
| 432 02 (n)    | 7,9 mm Flzg MG 432 (n)    | Colt ... mitraljøse m/29 (Browning M29)                                  |                                    | 7,9     |                                                                     |
| 432 02 (n) 1  | 7,9 mm Flzg MG 432 (n)    | Colt ... mitraljøse m/29 (Browning M29)                                  | Lauf                               | 7,9     |                                                                     |
| 433 02 (g)    | 7,9 mm mFlzg MG 433 (g)   | in D 50/2 keine Angabe Browning M37                                      |                                    | 7,9     |                                                                     |
| 433 02 (g) 1  | 7,9 mm mFlzg MG 433 (g)   | in D 50/2 keine Angabe Browning M37                                      | Lauf                               | 7,9     |                                                                     |
| 440 02 (a)    | 12,7 mm Flzg MG 440 (a)   | „Browning“ Machine Gun cal .50", M2 Aircraft (Browning M2)               |                                    | 12,7    |                                                                     |
| 440 02 (a) 1  | 12,7 mm Flzg MG 440 (a)   | „Browning“ Machine Gun cal .50", M2 Aircraft (Browning M2)               | Lauf                               | 12,7    |                                                                     |
| 490 02 (j)    | 15 mm Fla MG 490 (j)      | Mitralez 15 mm M 38 ZB vz. 60                                            |                                    | 15      | Waffe stammt aus Brünner Waffen- werken, entspricht 15 mm Fla MG 39 |
| 490 02 (j) 1  | 15 mm Fla MG 490 (j)      | Mitralez 15 mm M 38 ZB vz. 60                                            | Lauf                               | 15      |                                                                     |
| 490 02 (j) 2  | 15 mm Fla MG 490 (j)      | Mitralez 15 mm M 38 ZB vz. 60                                            | Dreibein- Räderlafette             | 15      |                                                                     |